# (3582) Cyrano
(3582) Cyrano ist ein Asteroid des Hauptgürtels, der am 2. Oktober 1986 vom Schweizer Astronomen Paul Wild, vom Observatorium Zimmerwald der Universität Bern aus, entdeckt wurde.
Der Asteroid ist nach dem französischen Schriftsteller Cyrano de Bergerac benannt.